# Кренсдорф
Кренсдорф (нім. Krensdorf) — громада округу Маттерсбург у землі Бургенланд, Австрія.
Кренсдорф лежить на висоті  193 м над рівнем моря і займає площу  7,77 км². Громада налічує 599 мешканців. 
Густота населення 77/км².  
|                                    |
| Кренсдорф на мапі округу та землі. |

Бургомістом міста є Карл Іцмені від Австрійської народної партії. Адреса управління громади:  7031 Krensdorf. 

## Демографія
Історична динаміка населення міста за даними сайту Statistik Austria

## Виноски
1. ↑  Dauersiedlungsraum der Gemeinden Politischen Bezirke und Bundesländer - Gebietsstand 1.1.2018 — Статистичне управління Австрії.
2. ↑  Einwohnerzahl 1.1.2018 nach Gemeinden mit Status, Gebietsstand 1.1.2018 — Статистичне управління Австрії.
3. ↑  Gemeindedaten von Krensdorf. Архів оригіналу за 29 вересня 2007. Процитовано 3 листопада 2013.

| Австрія | Це незавершена стаття з географії Австрії. Ви можете допомогти проєкту, виправивши або дописавши її. |